# Ringbanen
Ringbanen är en järnväg på Själland i Danmark i en halvcirkel en bit väster om centrala Köpenhamn. Den är trafikerad med S-tåg mellan Hellerup i Gentofte kommun och København Syd station i Valby, Köpenhamn (linje F). 

## Historia
Banan öppnades runt 1930 mellan Hellerup och Flintholm som en bana för godståg att passera Köpenhamn. Vissa persontåg gick då också här och Nørrebro station öppnades då (innan dess fanns en Nørrebro station i nuvarande Nørrebroparken, längs ett spår som gick från Frederiksberg och norrut). Några år senare ändrades persontågstrafiken till S-tåg och fler stationer öppnades. Söder om Flintholm fick godstågen gå längs Frederikssundbanen. Många godståg mellan Sverige och Tyskland gick här sedan de transporterats via färja Helsingborg-Helsingör eller Helsingborg-Köpenhamns norra hamn.
När Öresundsbron öppnats år 2000 behövdes inte någon större mängd godstrafik på Ringbanen. Man beslutade starta S-tågstrafik fullt ut. Under 2000-talet öppnades en ny sträckning med persontrafik söderut från Flintholm mot Sydhavnen, längs en tidigare godsbana. År 2005 öppnades stationer mellan Flintholm och Ny Ellebjerg. Den tidigare stationen Ellebjerg (på Køge Bugt-banen) kom då att ersättas av en närbelägen station, Ny Ellebjerg (nuvarande København Syd).